# Шайгуши (Атюрьевский район)
Шайгуши — деревня в Атюрьевском районе Республики Мордовия. Входит в состав Новочадовского сельского поселения.

## Этимология
В переводе с мокшанского Шайгуши означает Камышовая поляна.

## История
Основана в начале 1930-х годов переселенцами из села Старая Кярьга.

## Население
| 2002 | 2010 |
| ---- | ---- |
| 107  | ↘95  |

Национальный состав
Согласно результатам Всероссийской переписи населения 2002 года, в национальной структуре населения мордва составляла 100 %.